# 사미인

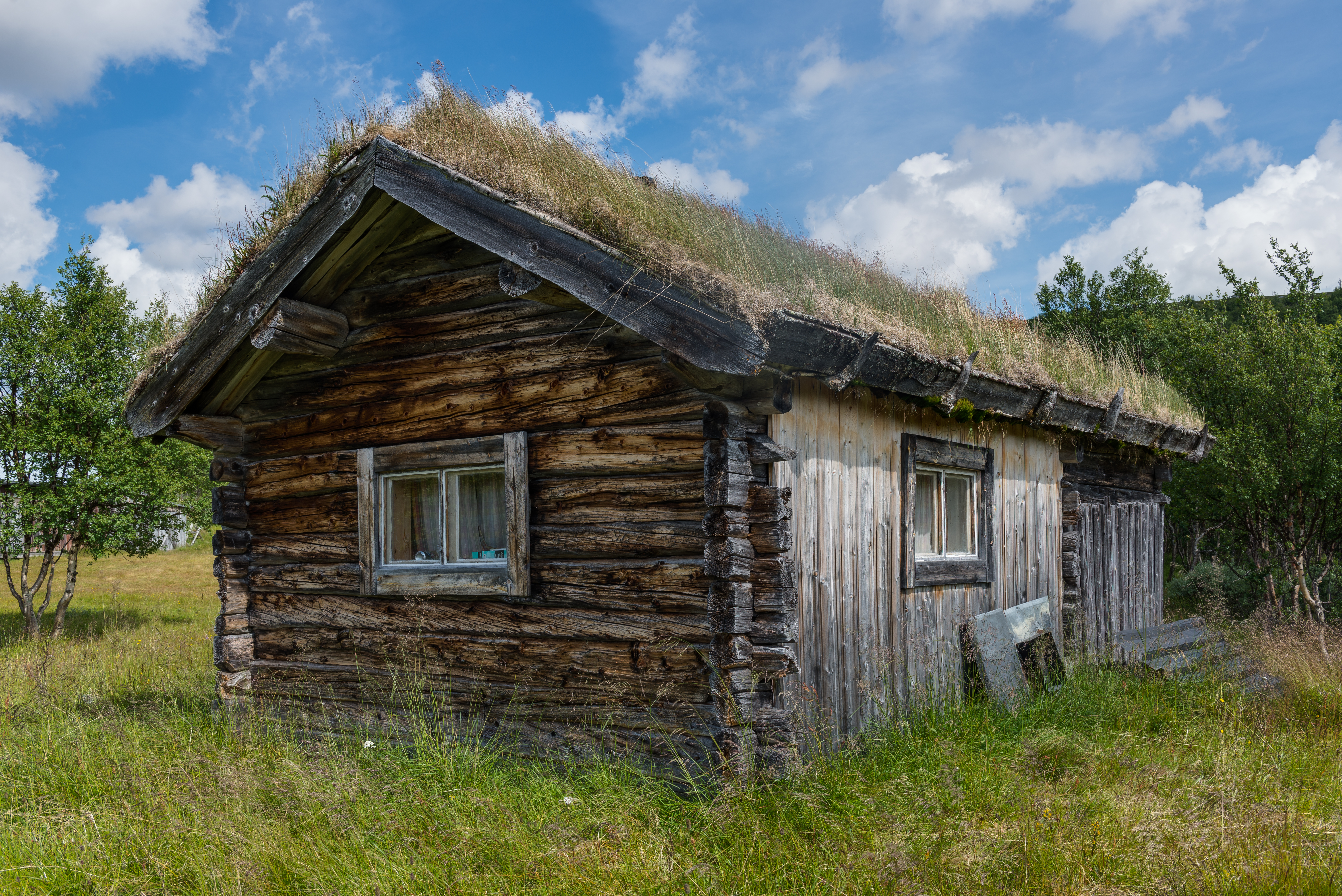
사미인의 귀틀집.

사미인(Sámi, Sami, Saami)은 스칸디나비아 북부와 핀란드 북부, 러시아 연방령 콜라반도에 걸쳐서 거주하고 있는 우랄계 민족이다. 라프족(Lapp)이라고도 한다. 핀우고르어파에 속한 사미어계 언어들을 쓴다. 이들이 역사적으로 거주하는 지역을 사프미(Sapmi)라고 한다.

## 생활, 문화
사미인은 거주 지역의 차이에 의해 산악 사미(전역)·삼림 사미(노르웨이, 핀란드 북부, 러시아의 콜라반도)·해안 사미(노르웨이 북부 해안) 등 3개의 그룹으로 크게 나뉜다.
대부분의 사미족들은 전통적으로 유목 생활을 하였다. 역사적으로 순록 방목과 목축을 하는 이들이 사미 문화의 상징처럼 되어왔지만 오늘날에 이러한 생활을 유지하는 인구는 전체의 10% 정도에 지나지 않는다. 과거에는 고유의 샤머니즘을 믿었으나 오늘날에는 대부분 기독교 종파인 루터교나 동방 정교회를 믿고 있다.

## 언어
우랄어족 핀우고르어파의 사미어를 쓴다. 현재 사미어는 약 3만 명이 사용하며 활발한 사용인구가 줄어들고 있어 사멸 위기에 처해 있다. 보통 라틴 문자로 표기되나 러시아의 지역에서는 키릴 문자도 사용된다.
스웨덴과 러시아에서 쓰이는 서부 라프어와 핀란드, 러시아에서 쓰이는 동부 라프어로 나뉜다. 핀란드어, 코미어, 우드무르트어 등과 같은 계통이다.

## 역사
타키투스의 게르마니아에 기록되어 있다. 과거부터 스칸디나비아의 노르드인이나 핀란드인들과 여러 상호관계를 주고 받았다.
오늘날 핀란드를 비롯한 국가들에서 크고 작은 정치적 민족 자치권을 보호받고 있다. 그러나 정체성과 문화가 빠르게 사라져가고 있다는 지적이 있으며, 이에 민족 정체성을 부흥시키고자 하는 여러 운동도 있다.